# Vùng im lặng Mapimí
Vùng im lặng Mapimí (tiếng Tây Ban Nha: La Zona del Silencio) là tên gọi nổi tiếng của vùng hoang mạc gần Bolsón de Mapimí ở bang Durango, México, nằm lấn trên Khu Dự trữ Sinh quyển Mapimí. Đồng thời còn là đối tượng của loại truyền thuyết thành thị cho rằng đây là một khu vực không thể nhận được các tín hiệu radio và bất kỳ loại thông tin liên lạc nào khác, và vì vậy cho đến nay nguyên nhân chính vẫn chưa được giải thích. Trớ trêu thay, thiết bị thông tin liên lạc có xu hướng hoạt động chính xác trong khu vực. Hướng dẫn viên khẳng định rằng khu vực có sự di chuyển xung quanh; kết quả là người dân địa phương đang rất nghi ngờ về sự tồn tại của vùng đất này.

## Tổng quan
Mọi chuyện bắt đầu vào tháng 7 năm 1970, tên lửa thử nghiệm Athena (Titan II?) được phóng từ một căn cứ quân sự Mỹ gần Green River, Utah về phía Bãi phóng Tên lửa White Sands đã mất kiểm soát và rơi xuống khu vực sa mạc Mapimí. Quả tên lửa mang theo hai thùng nhỏ chứa nguyên tố phóng xạ cobalt 57. Ngay lập tức, một nhóm chuyên gia thuộc không quân Mỹ đã tìm đến điểm rơi của tên lửa và bất ngờ khám phá những hiện tượng dị thường nơi đây: Trong lòng “Vùng im lặng”, các tín hiệu vô tuyến bị vô hiệu hóa khi lan truyền trong không khí, biến nó thành một “vùng tối”. Nhóm các nhà điều tra này cho biết, dường như có một sức mạnh vô hình làm cho sóng radio, truyền hình, điện thoại di động và bất kỳ sóng âm thanh nào khác không thể xâm nhập được vào khu vực này. Việc tìm kiếm trên không kéo dài ba tuần. Cuối cùng, khi họ tìm thấy được tên lửa, nhà chức trách đã cho xây dựng một con đường dùng để vận chuyển đống đổ nát, cùng với một lượng nhỏ lớp đất bị ô nhiễm phóng xạ. Do kết quả của các hoạt động phục hồi không quân Mỹ ở đó đã làm phát sinh một số truyền thuyết và những câu chuyện liên quan đến khu vực này bao gồm "sự bất thường về từ tính kỳ lạ đã ngăn chặn việc truyền sóng vô tuyến", sự đột biến của động thực vật cùng sự xuất hiện của các sinh vật ngoài hành tinh, thu hút hàng ngàn du khách và nhà nghiên cứu tới đây mỗi năm.